# Joodse begraafplaatsen (Hoogeveen)
De twee Joodse begraafplaatsen van Hoogeveen in de Nederlandse provincie Drenthe liggen aan de Wilhelminastraat en aan de Zuiderweg. De eerstgenoemde is van 1731 tot 1831 in gebruik geweest en ligt naast de voormalige pastorie van de Grote Kerk in het centrum van Hoogeveen. Er staan nog 2 grafstenen. In 1831 werd de nieuwe begraafplaats aan de Zuiderweg in gebruik genomen. Die begraafplaats was destijds via een pad bereikbaar vanaf de synagoge.

## Geschiedenis
Vanaf het begin van de zeventiende eeuw vestigden zich joodse inwoners in Hoogeveen. In 1755 ontstond er een georganiseerde joodse gemeente. In 1799 werd een synagoge aan de Schutstraat ingewijd. Dat gebouw is rond 1866 afgebroken en vervangen door een nieuwe synagoge. Na de oorlog was vrijwel de gehele joodse bevolking van Hoogeveen gearresteerd en via werkkampen naar vernietigingskampen gedeporteerd. In 1948 werd de synagoge verkocht. De begraafplaats aan de Zuiderweg is nog in gebruik. Voor de ingang van de begraafplaats staat het monument ter herdenking van de joodse Hoogeveners die tijdens de Holocaust zijn vermoord. Op vier plaquettes staan de namen van de slachtoffers.

## Afbeeldingen

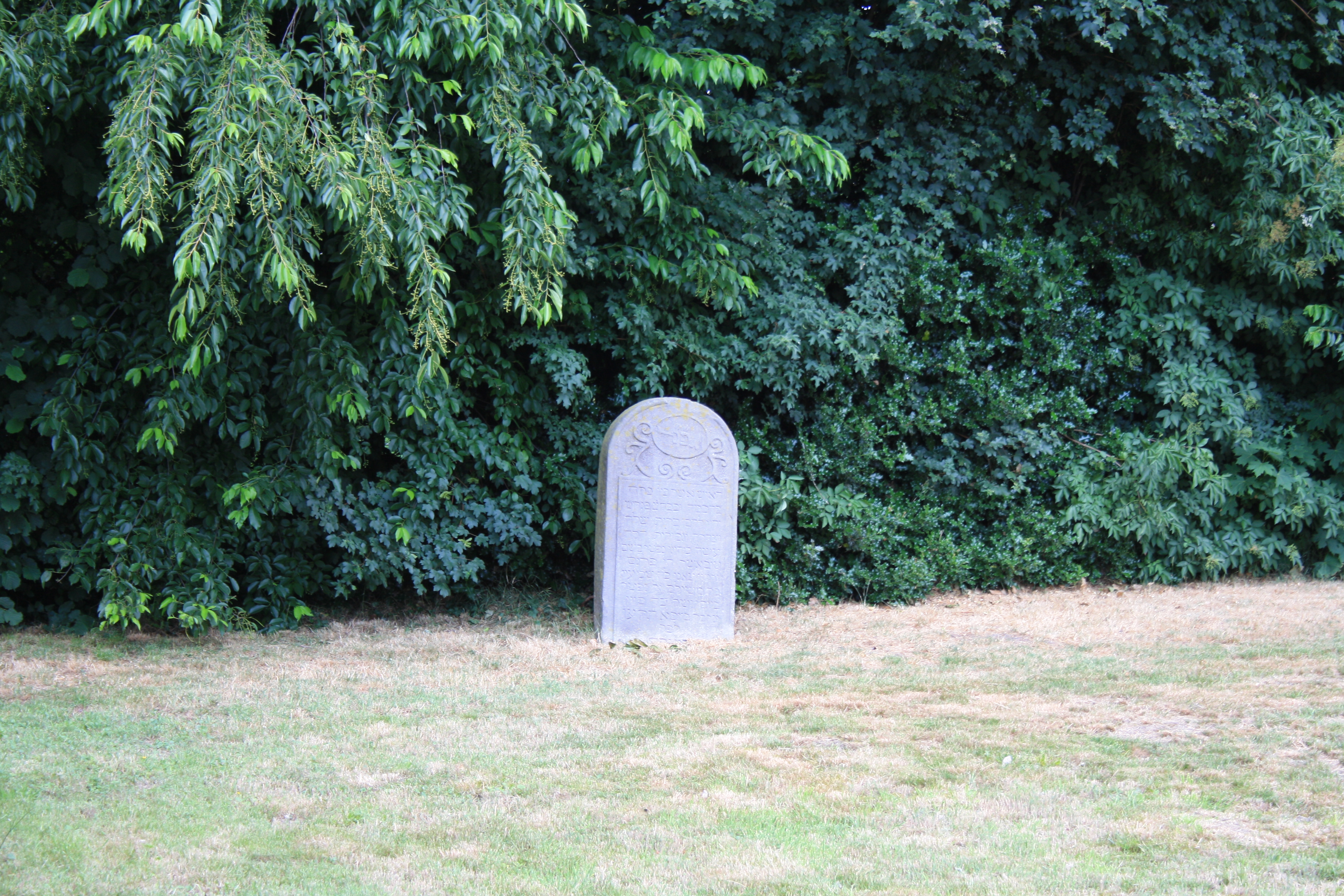
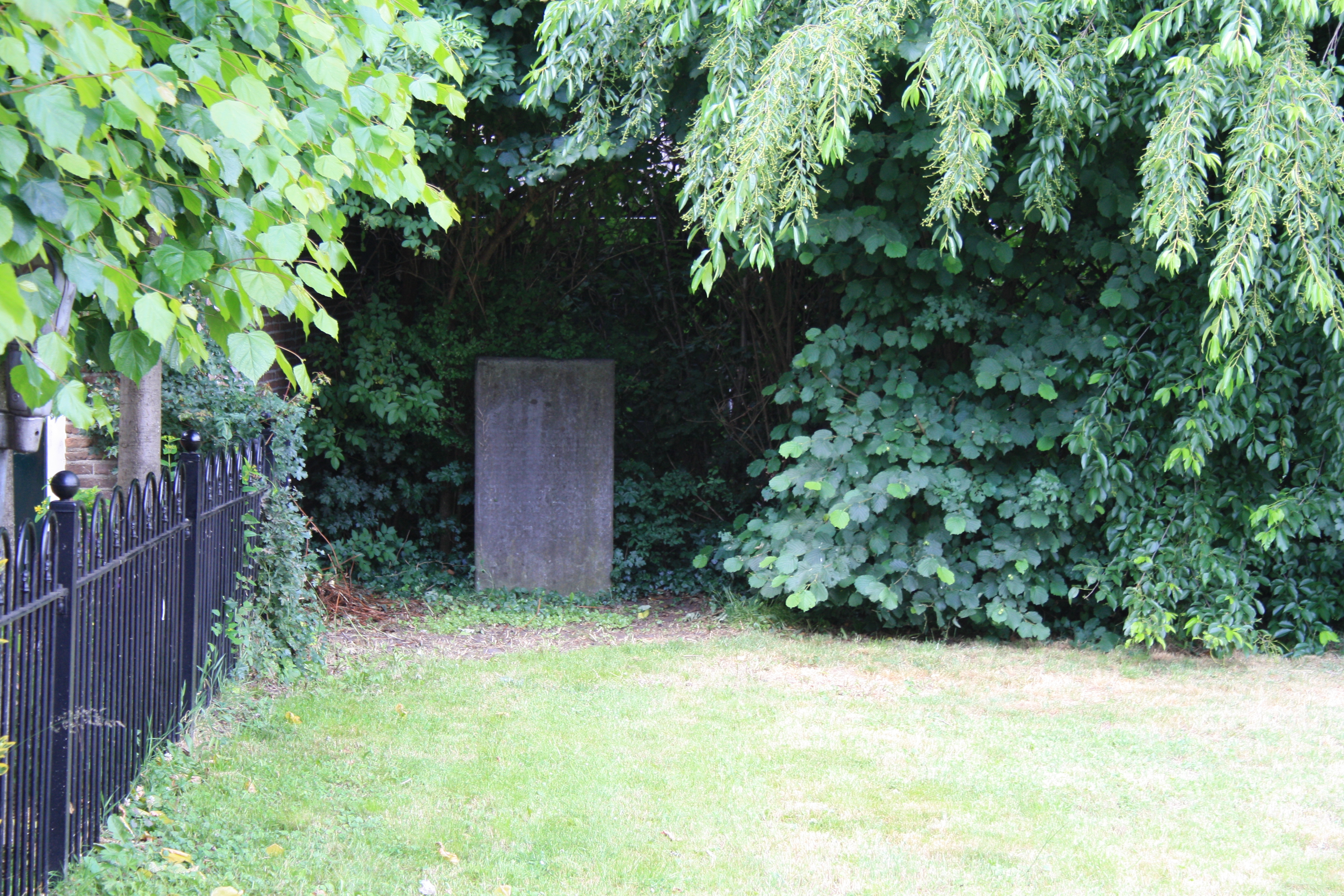
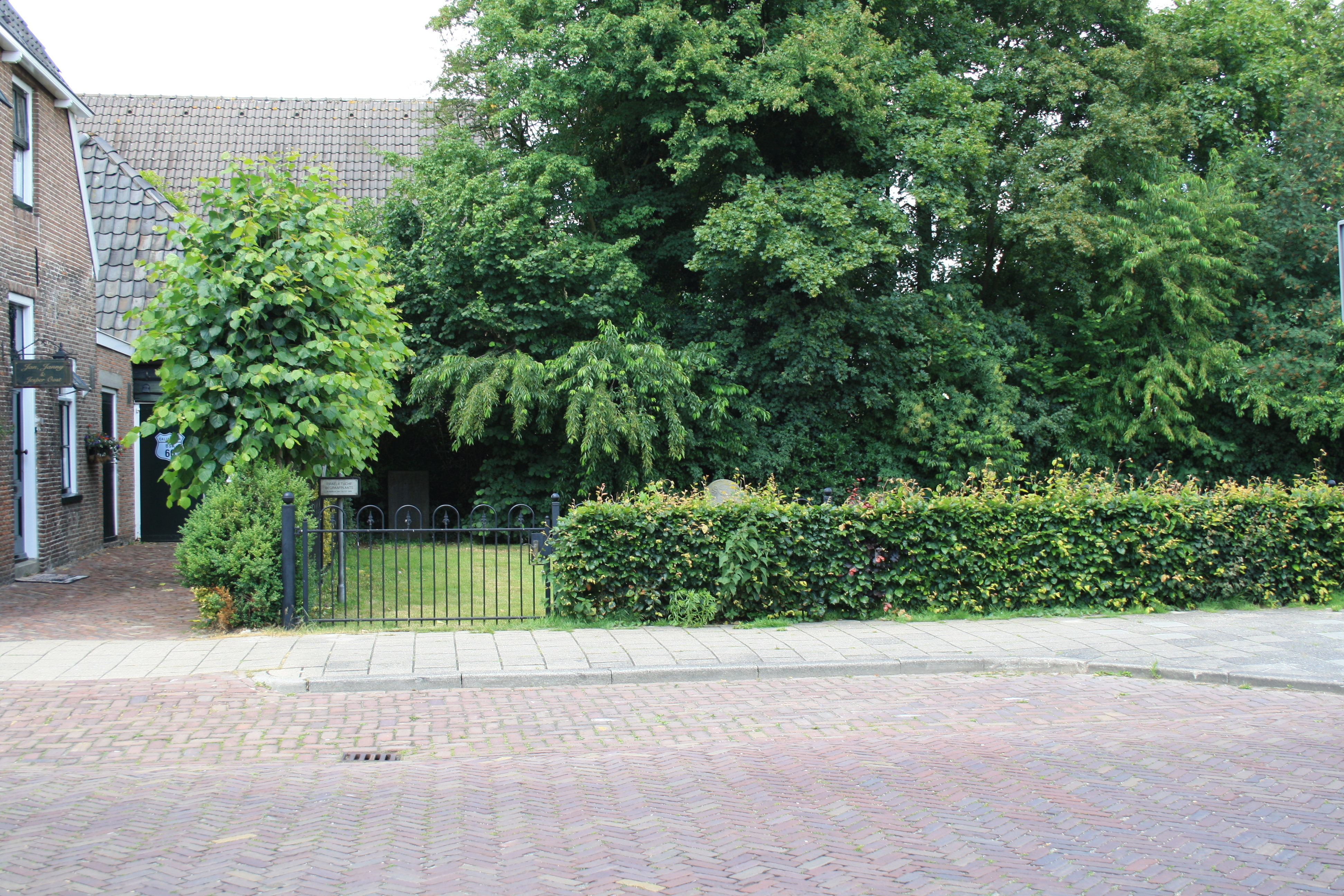

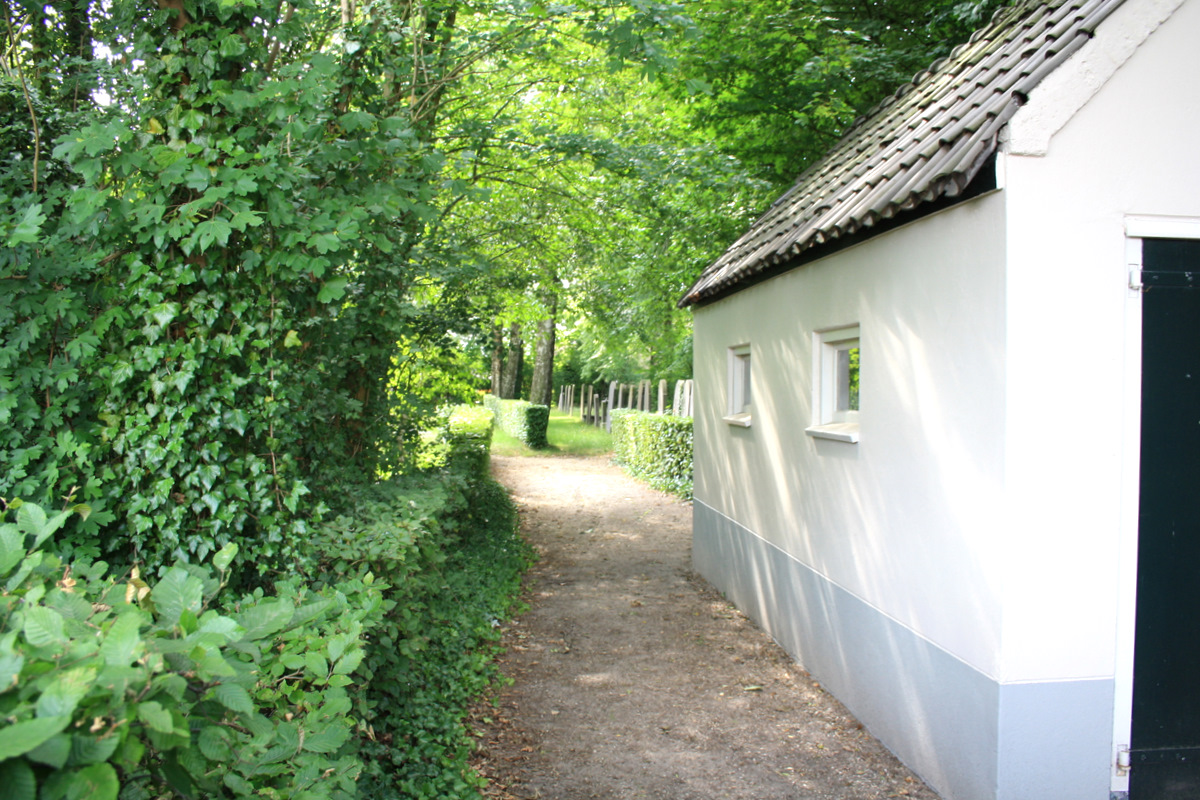
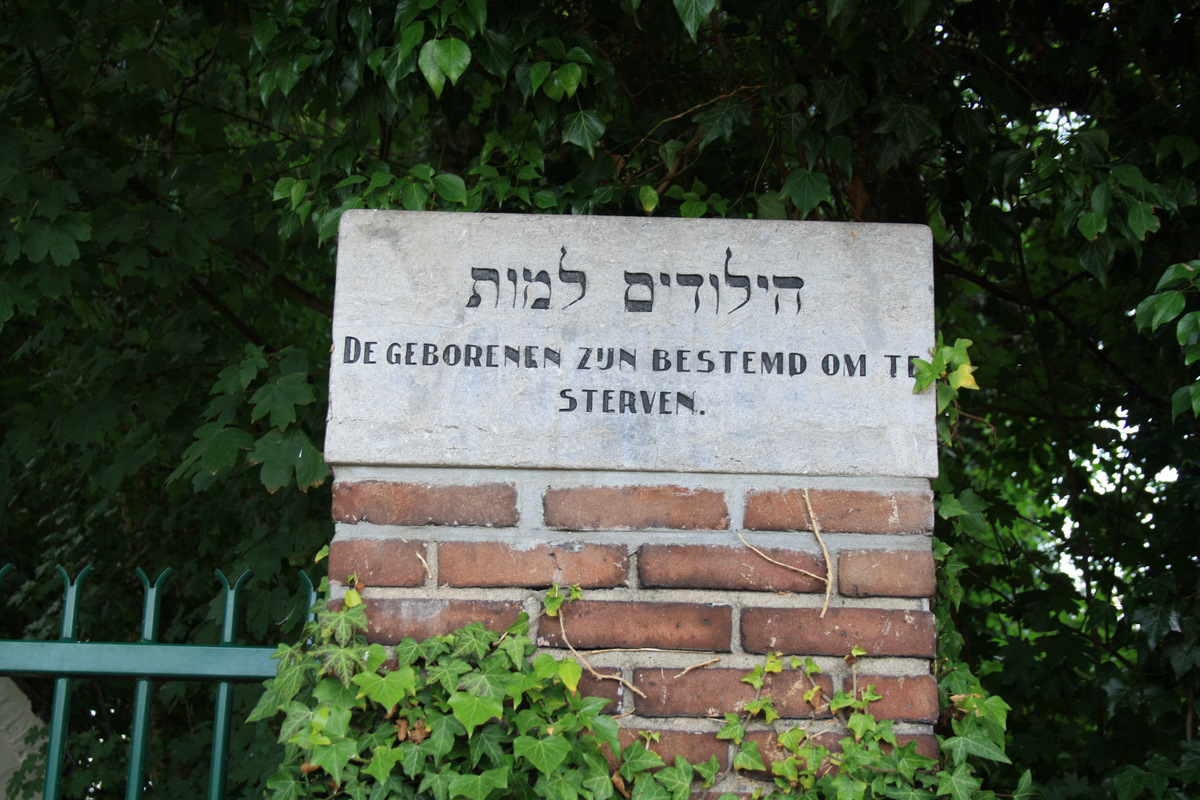
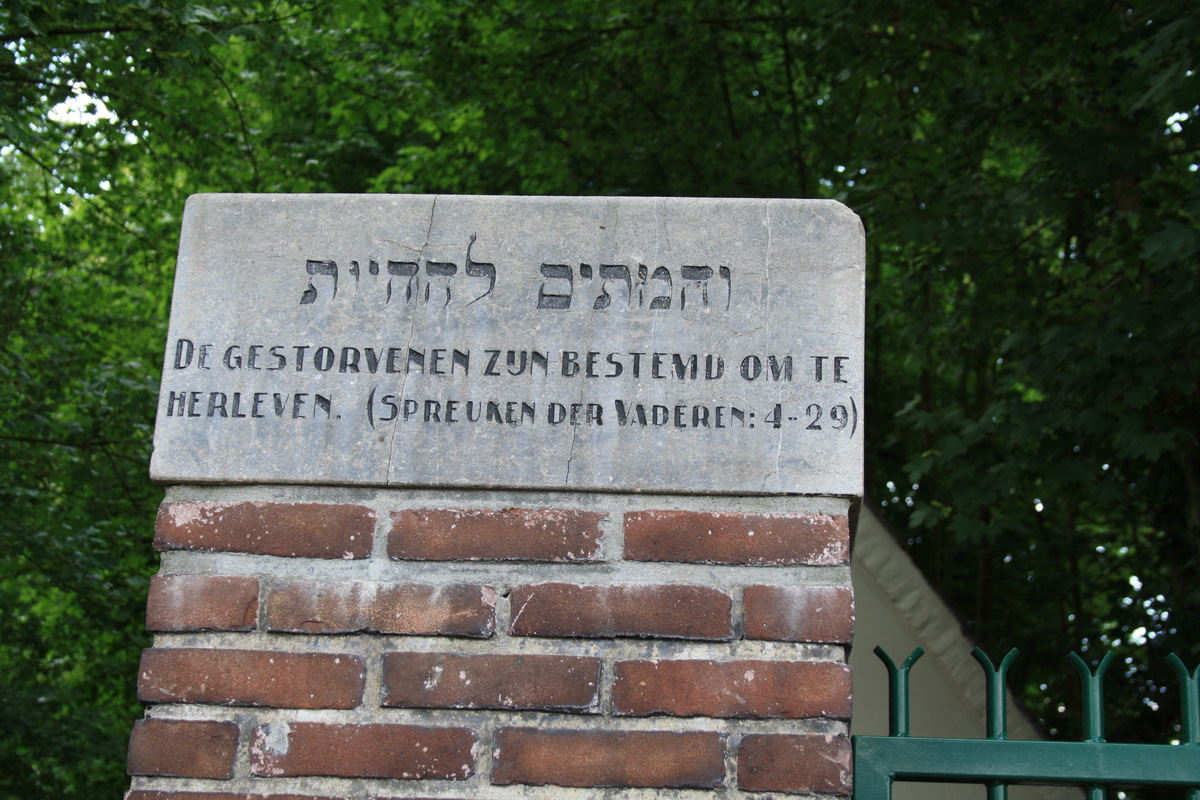

Oude Joodse begraafplaats in het centrum
Nieuwe Joodse begraafplaats aan de Zuiderweg

## Locaties
- Centrum: 52° 43′ 31″ NB, 6° 28′ 55″ OL
- Zuiderweg: 52° 43′ 0″ NB, 6° 28′ 16″ OL